# Plagne (Haute-Garonne)
Pour les articles homonymes, voir Plagne.
Plagne est une commune française située dans le centre du département de la Haute-Garonne, en région Occitanie.
Sur le plan historique et culturel, la commune est dans le pays de Comminges, correspondant à l’ancien comté de Comminges, circonscription de la province de Gascogne située sur les départements actuels du Gers, de la Haute-Garonne, des Hautes-Pyrénées et de l'Ariège. Exposée à un climat océanique altéré, elle est drainée par le ruisseau de Saint-Antoine, le ruisseau de Tounis et par divers autres petits cours d'eau. La commune possède un patrimoine naturel remarquable composé de trois zones naturelles d'intérêt écologique, faunistique et floristique.
Plagne est une commune rurale qui compte 95 habitants en 2022, après avoir connu un pic de population de 278 habitants en 1866. Elle fait partie de l'aire d'attraction de Toulouse..
Ses habitants sont appelés les Plagnains.

## Géographie

### Localisation
La commune de Plagne se trouve dans le département de la Haute-Garonne, en région Occitanie.
Elle se situe à 59 km à vol d'oiseau (66 km par la route) au sud-ouest de sa préfecture Toulouse, 
à 40 km (49 km par la route,) de sa sous-préfecture Muret, 
et à 6 km (7,4 km par la route,) de Cazères, bureau centralisateur du canton de Cazères dont dépend la commune depuis 2015 pour les élections départementales.
La commune fait en outre partie du bassin de vie de Cazères.
Martres-Tolosane est en rive gauche (côté nord) de la Garonne à 6 km au nord-ouest à vol d'oiseau, Boussens à 7,5 km au nord-ouest également en rive gauche de la Garonne, Roquefort-sur-Garonne à 7 km à l'ouest en rive droite du fleuve qui y reçoit son affluent le Salat,
Sur le plan historique et culturel, Plagne fait partie du pays de Comminges, correspondant à l'ancien comté de Comminges, circonscription de la province de Gascogne située sur les départements actuels du Gers, de la Haute-Garonne, des Hautes-Pyrénées et de l'Ariège.
Le parc naturel régional des Pyrénées ariégeoises (dans le département de l'Ariège) commence sur la commune de Cérizols, à moins de 150 m la pointe sud de la commune.

### Communes limitrophes et proches
Les communes limitrophes sont  Ausseing, Montclar-de-Comminges, Palaminy et Saint-Michel.
Plagne est limitrophe de quatre autres communes.
| Montclar-de-Comminges (3,9 km) | Palaminy (5,2 km) |                       |
|                                | Plagne            | Saint-Michel (2,3 km) |
| Ausseing (3,5 km)              |                   |                       |

Outre ces villages, les communes les plus proches sont, : 
Cérizols (3,2 km), 
Belbèze-en-Comminges (3,8 km sud-ouest), 
Mauran (4,2 km), 
Le Plan (5,0 km), 
.

### Données physiques, géologie et relief
La superficie de la commune est de 415 hectares.
Elle est située au cœur du massif des Petites Pyrénées ; son altitude varie de 310 m dans le coin nord-est à 595 m à l'Hajaou, montagne dans l'extrémité sud du territoire communal.
La Garonne passe à 4,1 km au nord-ouest, sur Mauran.

### Hydrographie

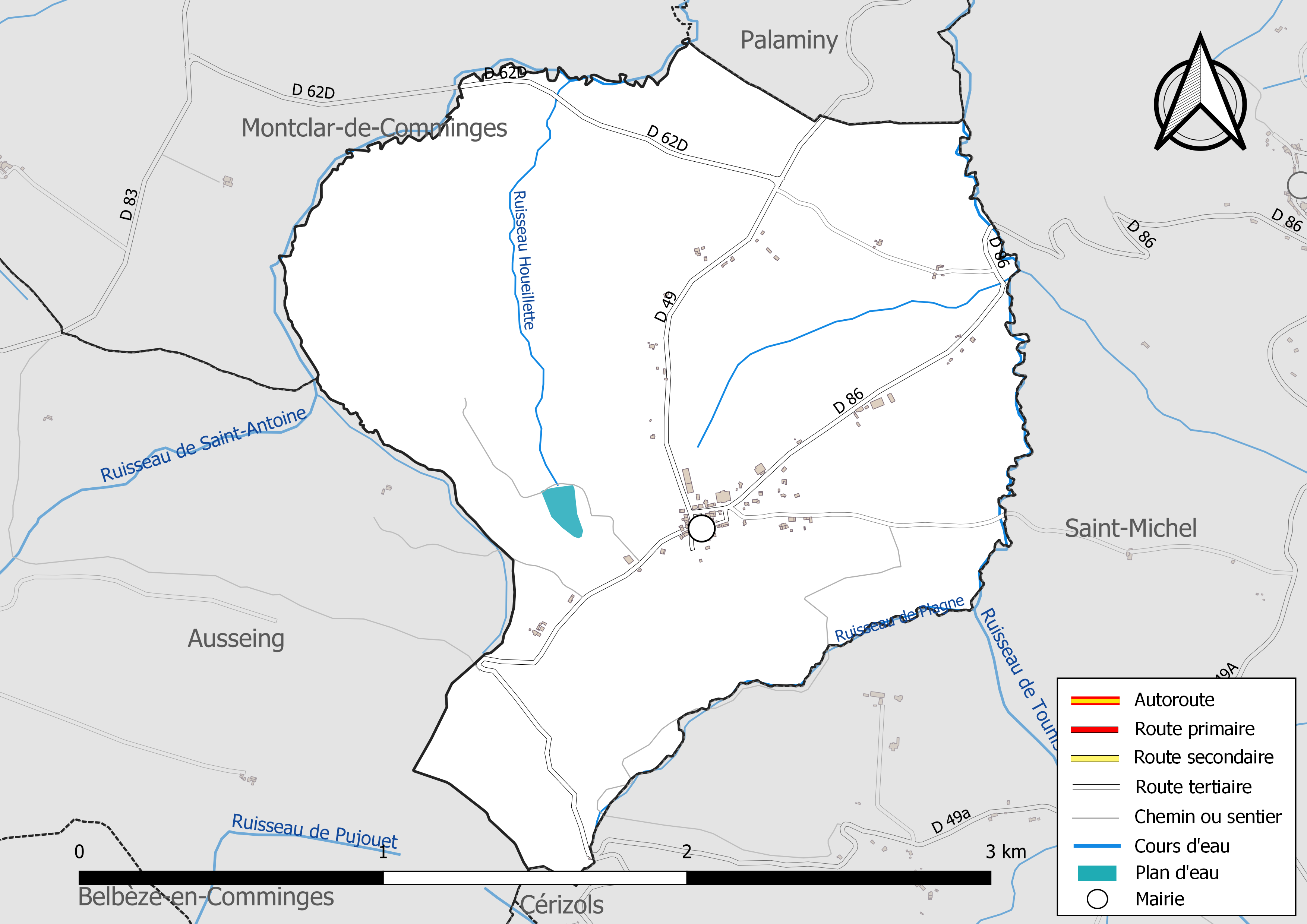
Réseaux hydrographique et routier de Plagne.

La commune est dans le bassin de la Garonne, au sein du bassin hydrographique Adour-Garonne. Elle est drainée par :
- le ruisseau de Saint-Antoine (marquant la limite nord-ouest),
- son petit affluent de rive droite le ruisseau Houeillette (issu d'un étang de 1,6 ha situé à 300 m à l'ouest du village),
- le ruisseau de Tounis (marquant la limite sud-est, est et nord-est),
- le ruisseau de Plagne (précurseur du ruisseau de Tounis et marquant la limite sud-sud-est),
- deux petits cours d'eau.

Cinq autres étangs, plus petits que celui de la Houeillette, se trouvent sur la commune.
Le tout constitue un réseau hydrographique de 6 km de longueur totale,.

### Climat
Pour des articles plus généraux, voir Climat de l'Occitanie et Climat de la Haute-Garonne.
En 2010, le climat de la commune est de type climat océanique altéré, selon une étude s'appuyant sur une série de données couvrant la période 1971-2000. En 2020, Météo-France publie une typologie des climats de la France métropolitaine dans laquelle la commune est dans une zone de transition entre le climat océanique altéré et le climat de montagne ou de marges de montagne et est dans une zone de transition entre les régions climatiques « Aquitaine, Gascogne » et « Pyrénées centrales »0.
Pour la période 1971-2000, la température annuelle moyenne est de 12,2 °C, avec une amplitude thermique annuelle de 14,8 °C. Le cumul annuel moyen de précipitations est de 895 mm, avec 9,8 jours de précipitations en janvier et 6,6 jours en juillet. Pour la période 1991-2020, la température moyenne annuelle observée sur la station météorologique la plus proche, située sur la commune de Palaminy à 5 km à vol d'oiseau, est de 13,2 °C et le cumul annuel moyen de précipitations est de 715,2 mm,. Pour l'avenir, les paramètres climatiques de la commune estimés pour 2050 selon différents scénarios d’émission de gaz à effet de serre sont consultables sur un site dédié publié par Météo-France en novembre 2022.

### Milieux naturels et biodiversité

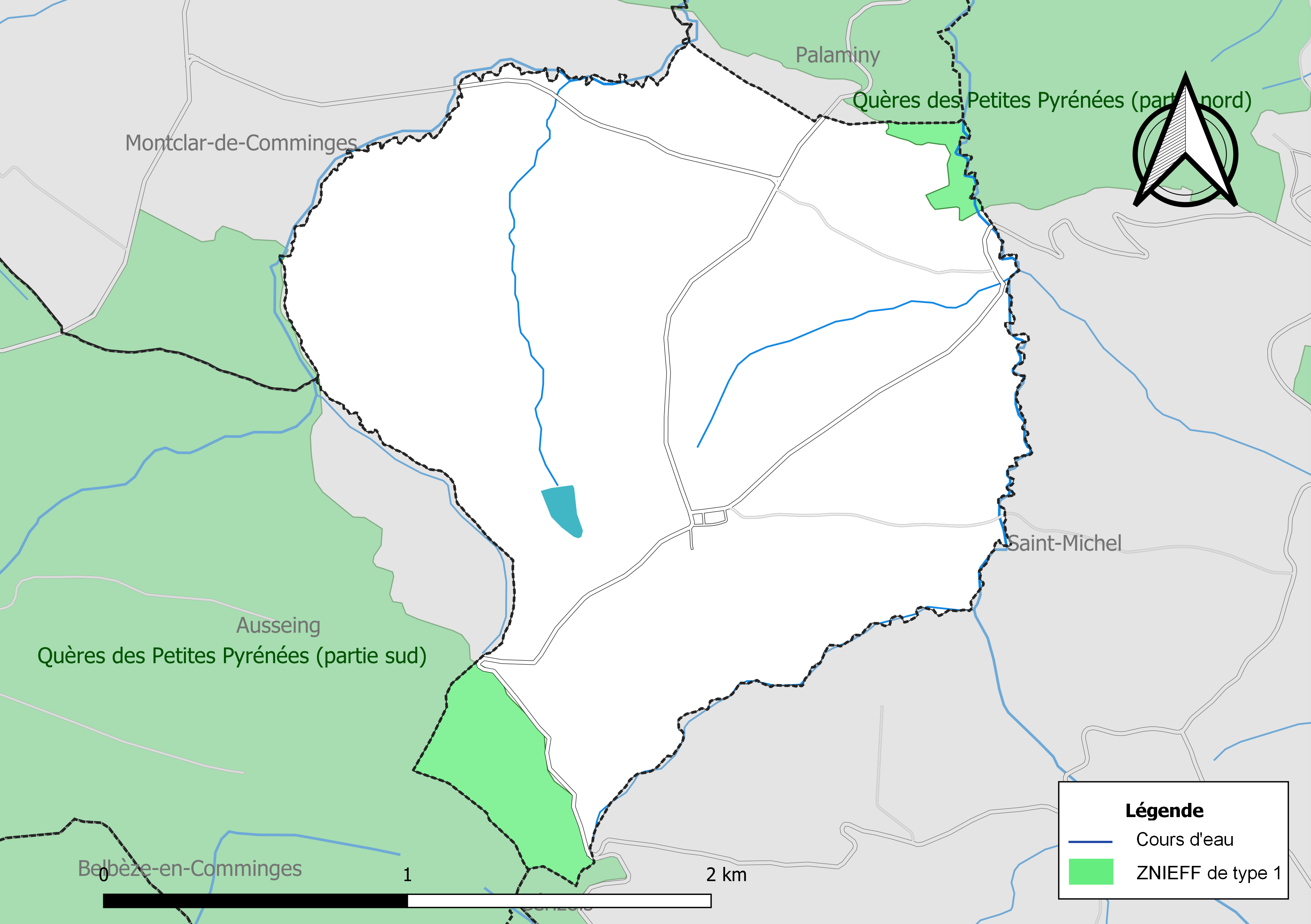
Carte des ZNIEFF de type 1 localisées sur la commune.

L'inventaire des zones naturelles d'intérêt écologique, faunistique et floristique (ZNIEFF) a pour objectif de réaliser une couverture des zones les plus intéressantes sur le plan écologique, essentiellement dans la perspective d'améliorer la connaissance du patrimoine naturel national et de fournir aux différents décideurs un outil d'aide à la prise en compte de l'environnement dans l'aménagement du territoire.
Deux ZNIEFF de type 1 sont recensées sur la commune :
les « Quères des Petites Pyrénées (partie nord) » (1 262 ha), couvrant 9 communes dont une dans l'Ariège et huit dans la Haute-Garonne et 
les « Quères des Petites Pyrénées (partie sud) » (3 540 ha), couvrant 12 communes dont cinq dans l'Ariège et sept dans la Haute-Garonne
et une ZNIEFF de type 2, : 
les « Petites Pyrénées en rive droite de la Garonne » (12 847 ha), couvrant 20 communes dont huit dans l'Ariège et 12 dans la Haute-Garonne.

## Urbanisme

### Typologie
Au 1er janvier 2024, Plagne est catégorisée commune rurale à habitat très dispersé, selon la nouvelle grille communale de densité à sept niveaux définie par l'Insee en 2022.
Elle est située hors unité urbaine. Par ailleurs la commune fait partie de l'aire d'attraction de Toulouse, dont elle est une commune de la couronne,. Cette aire, qui regroupe 527 communes, est catégorisée dans les aires de 700 000 habitants ou plus (hors Paris),.

### Voies de communication et transports
Les gares ferroviaires les plus proches sont la gare de Cazères (8,8 km) et la gare de Martres-Tolosane (également 8,8 km), sur la ligne Toulouse - Bayonne. La gare de Boussens, sur la même ligne, est à 13,7 km à l'ouest.
L'autoroute A64, qui dans les environs suit plus ou moins le cours de la Garonne, est accessible par l'entrée-sortie no 22 « Martres-Tolosane » à 12 km au nord-nord-ouest, 
la no 21 « Boussens » à 14 km au nord-ouest, et 
la no 20 « Saint-Martory » (sur Montsaunès) à 17 km au sud-ouest.
L'aéroport de Toulouse-Blagnac est à 70 km par l'autoroute. L'aérodrome de Cazères - Palaminy est à une dizaine de km (par Mauran ou par Cazères).

### Risques majeurs
Le territoire de la commune de Plagne est vulnérable à différents aléas naturels : météorologiques (tempête, orage, neige, grand froid, canicule ou sécheresse), feux de forêts et séisme (sismicité faible). Un site publié par le BRGM permet d'évaluer simplement et rapidement les risques d'un bien localisé soit par son adresse soit par le numéro de sa parcelle.
Un plan départemental de protection des forêts contre les incendies a été approuvé par arrêté préfectoral du 25 septembre 2006. Plagne est exposée au risque de feu de forêt du fait de la présence sur son territoire du massif des Petites Pyrénées. Il est ainsi défendu aux propriétaires de la commune et à leurs ayants droit de porter ou d’allumer du feu dans l'intérieur et à une distance de 200 mètres des bois, forêts, plantations, reboisements ainsi que des landes. L’écobuage est également interdit, ainsi que les feux de type méchouis et barbecues, à l’exception de ceux prévus dans des installations fixes (non situées sous couvert d'arbres) constituant une dépendance d'habitation,

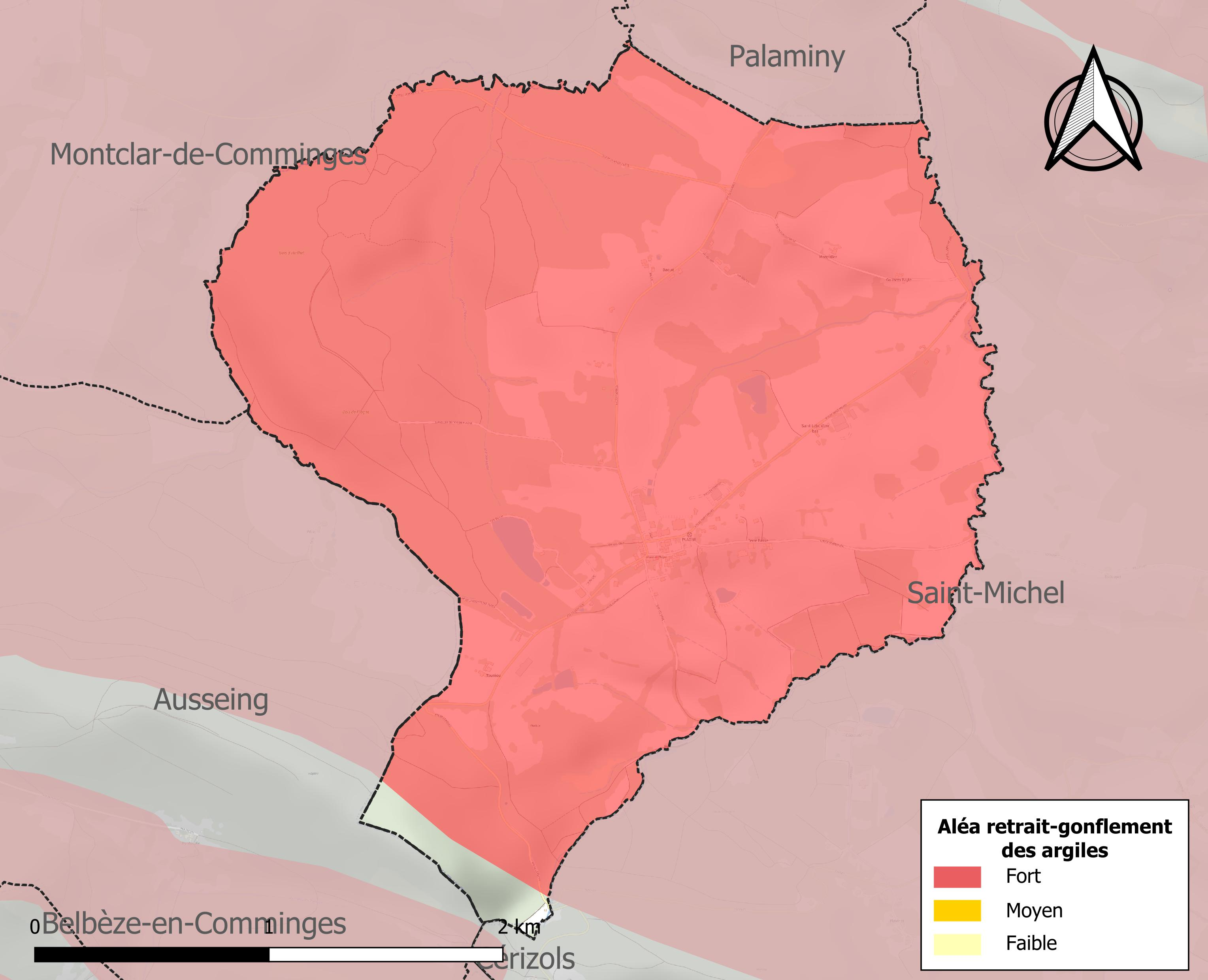
Carte des zones d'aléa retrait-gonflement des sols argileux de Plagne.

Le retrait-gonflement des sols argileux est susceptible d'engendrer des dommages importants aux bâtiments en cas d’alternance de périodes de sécheresse et de pluie. 98,1 % de la superficie communale est en aléa moyen ou fort (88,8 % au niveau départemental et 48,5 % au niveau national). Sur les 51 bâtiments dénombrés sur la commune en 2019, 51 sont en aléa moyen ou fort, soit 100 %, à comparer aux 98 % au niveau départemental et 54 % au niveau national. Une cartographie de l'exposition du territoire national au retrait gonflement des sols argileux est disponible sur le site du BRGM,.
Par ailleurs, afin de mieux appréhender le risque d’affaissement de terrain, l'inventaire national des cavités souterraines permet de localiser celles situées sur la commune.
Concernant les mouvements de terrains, la commune a été reconnue en état de catastrophe naturelle au titre des dommages causés par la sécheresse en 1989 et 2003 et par des mouvements de terrain en 1999.

## Histoire

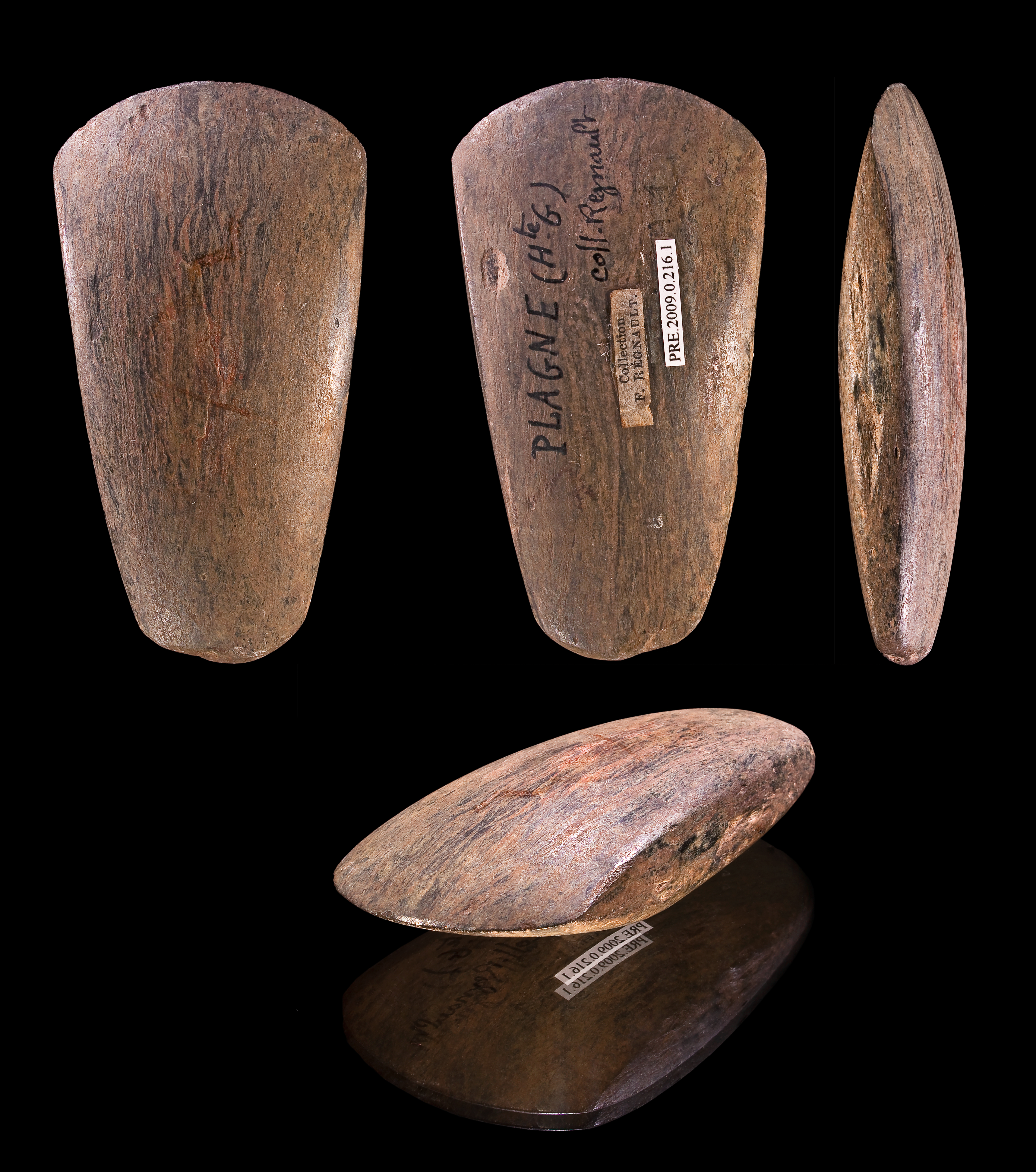
Hache polie du Néolithique. Muséum de Toulouse.

### Préhistoire
La commune de Plagne a livré des vestiges préhistoriques du Néolithique, dont une partie est conservée au musée de Toulouse.
L'abri d'Aurignac, qui a donné son nom à la culture préhistorique de l'Aurignacien, n'est qu'à une vingtaine de km à l'ouest-nord-ouest. Il s'y trouve de nos jours le musée de l'Aurignacien.

### Moyen-Âge
En 1303, le seigneur d'Aspet conclut un contrat de paréage avec les templiers afin de fonder une ville neuve entourée de murailles dont les deux tiers des revenus seraient versés à la commanderie de Montsaunès.
À partir du Moyen Âge, jusqu'à sa disparition en 1790, pendant la Révolution française, Plagne faisait partie du diocèse de Rieux.

## Politique et administration

### Administration municipale
Le nombre d'habitants au recensement de 2011 étant compris entre 0 et 99, le nombre de membres du conseil municipal pour l'élection de 2014 est de sept,.

### Rattachements administratifs et électoraux
Commune faisant partie de la huitième circonscription de la Haute-Garonne de la communauté de communes Cœur de Garonne et du canton de Cazères. Avant le 1er janvier 2017 Francon faisait partie de la communauté de communes du canton de Cazères.

### Liste des maires
| Période                                  | Période  | Identité     | Étiquette | Qualité              |
| ---------------------------------------- | -------- | ------------ | --------- | -------------------- |
| mars 1977                                | En cours | Henri Rouaix | DVD       | Agriculteur retraité |
| Les données manquantes sont à compléter. |          |              |           |                      |

## Population et société

### Démographie
| 1793 | 1800 | 1806 | 1821 | 1831 | 1836 | 1841 | 1846 | 1851 |
| ---- | ---- | ---- | ---- | ---- | ---- | ---- | ---- | ---- |
| 146  | 174  | 184  | 231  | 232  | 250  | 225  | 263  | 267  |

| 1856 | 1861 | 1866 | 1872 | 1876 | 1881 | 1886 | 1891 | 1896 |
| ---- | ---- | ---- | ---- | ---- | ---- | ---- | ---- | ---- |
| 256  | 202  | 278  | 196  | 190  | 139  | 146  | 144  | 134  |

| 1901 | 1906 | 1911 | 1921 | 1926 | 1931 | 1936 | 1946 | 1954 |
| ---- | ---- | ---- | ---- | ---- | ---- | ---- | ---- | ---- |
| 137  | 115  | 143  | 102  | 91   | 91   | 91   | 102  | 81   |

| 1962 | 1968 | 1975 | 1982 | 1990 | 1999 | 2004 | 2006 | 2009 |
| ---- | ---- | ---- | ---- | ---- | ---- | ---- | ---- | ---- |
| 66   | 55   | 70   | 58   | 60   | 88   | 98   | 98   | 91   |

| 2014 | 2019 | 2022 | - | - | - | - | - | - |
| ---- | ---- | ---- | - | - | - | - | - | - |
| 100  | 93   | 95   | - | - | - | - | - | - |

| selon la population municipale des années : | 1968 | 1975 | 1982 | 1990 | 1999 | 2006 | 2009 | 2013 |
| Rang de la commune dans le département      | 522  | 525  | 471  | 542  | 465  | 473  | 491  | 483  |
| Nombre de communes du département           | 592  | 582  | 586  | 588  | 588  | 588  | 589  | 589  |

### Enseignement
Palaminy fait partie de l'académie de Toulouse.

### Sports
Chasse, pétanque,

### Écologie et recyclage
La collecte et le traitement des déchets des ménages et des déchets assimilés ainsi que la protection et la mise en valeur de l'environnement se font dans le cadre de la communauté de communes du canton de Cazères.
Une déchèterie intercommunale gérée par la communauté de communes est présente sur la commune de Mondavezan.

## Économie

### Emploi
|                | 2008  | 2013  | 2018  |
| -------------- | ----- | ----- | ----- |
| Commune        | 4,9 % | 3,4 % | 8,2 % |
| Département    | 7,7 % | 9,6 % | 9,3 % |
| France entière | 8,3 % | 10 %  | 10 %  |

En 2018, la population âgée de 15 à 64 ans s'élève à 50 personnes, parmi lesquelles on compte 71,4 % d'actifs (63,3 % ayant un emploi et 8,2 % de chômeurs) et 28,6 % d'inactifs,. Depuis 2008, le taux de chômage communal (au sens du recensement) des 15-64 ans est inférieur à celui de la France et du département.
La commune fait partie de la couronne de l'aire d'attraction de Toulouse, du fait qu'au moins 15 % des actifs travaillent dans le pôle,. Elle compte 6 emplois en 2018, contre 19 en 2013 et 10 en 2008. Le nombre d'actifs ayant un emploi résidant dans la commune est de 33, soit un indicateur de concentration d'emploi de 18,7 % et un taux d'activité parmi les 15 ans ou plus de 48,6 %.
Sur ces 33 actifs de 15 ans ou plus ayant un emploi, 5 travaillent dans la commune, soit 16 % des habitants. Pour se rendre au travail, 93,7 % des habitants utilisent un véhicule personnel ou de fonction à quatre roues et 6,3 % n'ont pas besoin de transport (travail au domicile).

### Activités hors agriculture
8 établissements sont implantés  à Plagne au 31 décembre 2019.
Le secteur de la construction est prépondérant sur la commune puisqu'il représente 37,5 % du nombre total d'établissements de la commune (3 sur les 8 entreprises implantées  à Plagne), contre 12 % au niveau départemental.

### Agriculture
|               | 1988 | 2000 | 2010 | 2020 |
| ------------- | ---- | ---- | ---- | ---- |
| Exploitations | 7    | 6    | 6    | 4    |
| SAU (ha)      | 361  | 411  | 475  | 311  |

La commune est dans le Volvestre, une petite région agricole localisée dans l'est du département de la Haute-Garonne, constituée de collines de terrefort à fortes pentes autrefois consacrées à l’élevage s’orientent aujourd’hui vers les grandes cultures. En 2020, l'orientation technico-économique de l'agriculture  sur la commune est l'élevage de bovins, pour la viande. Quatre exploitations agricoles ayant leur siège dans la commune sont dénombrées lors du recensement agricole de 2020 (sept en 1988). La superficie agricole utilisée est de 311 ha,,.

## Culture locale et patrimoine

### Lieux et monuments
- Église Notre-Dame-de-la-Nativité.

## Pour approfondir

#### Site de l'Insee
1. 1 2 3 4 5  Insee, « Métadonnées de la commune de Plagne (Haute-Garonne) ».
2. ↑  « La grille communale de densité », sur insee,fr, 28 mai 2024 (consulté le 27 juin 2024).
3. ↑  « Liste des communes composant l'aire d'attraction de Toulouse », sur insee.fr (consulté le 27 juin 2024).
4. ↑  Marie-Pierre de Bellefon, Pascal Eusebio, Jocelyn Forest, Olivier Pégaz-Blanc et Raymond Warnod (Insee), « En France, neuf personnes sur dix vivent dans l’aire d’attraction d’une ville », sur insee.fr, 21 octobre 2020 (consulté le 27 juin 2024).
5. 1 2  « Emp T1 - Population de 15 à 64 ans par type d'activité en 2018 à Plagne » (consulté le 2 février 2022).
6. ↑  « Emp T1 - Population de 15 à 64 ans par type d'activité en 2018 dans la Haute-Garonne » (consulté le 2 février 2022).
7. ↑  « Emp T1 - Population de 15 à 64 ans par type d'activité en 2018 dans la France entière » (consulté le 2 février 2022).
8. ↑  « Base des aires d'attraction des villes 2020 », sur site de l'Insee (consulté le 10 avril 2021).
9. ↑  « Emp T5 - Emploi et activité en 2018 à Plagne » (consulté le 2 février 2022).
10. ↑  « ACT T4 - Lieu de travail des actifs de 15 ans ou plus ayant un emploi qui résident dans la commune en 2018 » (consulté le 2 février 2022).
11. ↑  « ACT G2 - Part des moyens de transport utilisés pour se rendre au travail en 2018 » (consulté le 2 février 2022).
12. ↑  « DEN T5 - Nombre d'établissements par secteur d'activité au 31 décembre 2019 à Plagne » (consulté le 12 février 2022).
13. ↑  « DEN T5 - Nombre d'établissements par secteur d'activité au 31 décembre 2019 dans la Haute-Garonne » (consulté le 12 février 2022).

#### Autres sources
1. 1 2 3 4 5 6 7  « Plagne », sur google.fr/maps.
Les distances par route entre deux points donnés sont calculées dans le panneau latéral (dans l'onglet à gauche de l'écran, cliquer sur "Itinéraires").
2. ↑  Stephan Georg, « Distance entre Plagne et Toulouse », sur fr.distance.to (consulté le 24 août 2021).
3. ↑  Stephan Georg, « Distance entre Plagne et Muret », sur fr.distance.to (consulté le 24 août 2021).
4. ↑  Stephan Georg, « Distance entre Plagne et Cazères », sur fr.distance.to (consulté le 24 août 2021).
5. ↑  Frédéric Zégierman, Le guide des pays de France - Sud, Paris, Fayard, avril 1999 (ISBN 2-213-59961-0), p. 293-296.
6. 1 2 3 4 5 6  « Plagne (31), carte interactive » sur Géoportail. Couches « Cartes IGN classiques » et « Hydrographie » activées. Les distances à vol d'oiseau se mesurent avec l'outil « Mesurer une distance » dans l'onglet « Outils cartographiques » à droite (symbole de petite clé plate).
7. ↑  « Communes les plus proches de Plagne », sur villorama.com (consulté le 24 août 2021).
8. ↑  Répertoire géographique des communes, publié par l'Institut national de l'information géographique et forestière, [lire en ligne].
9. ↑  « Le réseau hydrographique du bassin Adour-Garonne » [PDF], sur draaf.occitanie.agriculture.gouv.fr (consulté le 5 novembre 2021).
10. ↑  « Fiche communale de Plagne », Système d'information pour la gestion des eaux souterraines en Occitanie (consulté le 5 novembre 2021).
11. 1 2  Daniel Joly, Thierry Brossard, Hervé Cardot, Jean Cavailhes, Mohamed Hilal et Pierre Wavresky, « Les types de climats en France, une construction spatiale », Cybergéo, revue européenne de géographie - European Journal of Geography, no 501,‎ 18 juin 2010 (DOI 10.4000/cybergeo.23155, lire en ligne, consulté le 21 novembre 2023)
12. ↑  « Zonages climatiques en France métropolitaine. », sur pluiesextremes.meteo.fr (consulté le 21 novembre 2023).
13. ↑  « Orthodromie entre Plagne et Palaminy », sur fr.distance.to (consulté le 21 novembre 2023).
14. ↑  « Station Météo-France « Palaminy » (commune de Palaminy) - fiche climatologique - période 1991-2020 », sur donneespubliques.meteofrance.fr (consulté le 21 novembre 2023).
15. ↑  « Station Météo-France « Palaminy » (commune de Palaminy) - fiche de métadonnées. », sur donneespubliques.meteofrance.fr (consulté le 21 novembre 2023).
16. ↑  « Climadiag Commune : diagnostiquez les enjeux climatiques de votre collectivité. », sur meteofrance.fr, novembre 2022 (consulté le 21 novembre 2023).
17. 1 2  « Liste des ZNIEFF de la commune de Plagne », Inventaire national du patrimoine naturel (INPN) (consulté le 29 août 2021).
18. ↑  « ZNIEFF les « Quères des Petites Pyrénées (partie nord) » », fiche descriptive, Inventaire national du patrimoine naturel (INPN) (consulté le 29 août 2021).
19. ↑  « ZNIEFF les « Quères des Petites Pyrénées (partie sud) » », fiche descriptive, Inventaire national du patrimoine naturel (INPN) (consulté le 29 août 2021).
20. ↑  « ZNIEFF les « Petites Pyrénées en rive droite de la Garonne » », fiche descriptive, Inventaire national du patrimoine naturel (INPN) (consulté le 29 août 2021).
21. 1 2  « Les risques près de chez moi - commune de Plagne », sur Géorisques (consulté le 17 octobre 2022).
22. ↑  BRGM, « Évaluez simplement et rapidement les risques de votre bien », sur Géorisques (consulté le 10 septembre 2022).
23. ↑  « Dossier départemental des risques majeurs dans la Haute-Garonne », sur haute-garonne.gouv.fr (consulté le 10 septembre 2022), chapitre Risque feux de forêts.
24. ↑  « Prévention des incendies de forêt en Haute-Garonne », sur haute-garonne.gouv.fr (consulté le 10 septembre 2022).
25. ↑  « Retrait-gonflement des argiles », sur le site de l'observatoire national des risques naturels (consulté le 10 septembre 2022).
26. ↑  « Liste des cavités souterraines localisées sur la commune de Plagne », sur georisques.gouv.fr (consulté le 10 septembre 2022).
27. ↑  Alain Demurger, Les Templiers, une chevalerie chrétienne au Moyen Âge, Paris, Seuil, coll. « Points Histoire », 2008 (1re éd. 2005), 664 p., poche (ISBN 978-2-7578-1122-1), p. 303-304 ; [Higounet 1949] Charles Higounet, « Une bastide de colonisation des Templiers dans les pré-Pyrénées : Plagne », Revue de Comminges, t. LXII,‎ 1949, p. 81-97, lire en ligne sur Gallica.
28. ↑  art L. 2121-2 du code général des collectivités territoriales.
29. ↑  « Résultats des élections municipales et communautaires 2014 », sur interieur.gouv.fr (consulté en septembre 2020).
30. ↑  « Mairie de Plagne », sur amf31.asso.fr (consulté en décembre 2021).
31. ↑  L'organisation du recensement, sur insee.fr.
32. ↑  Calendrier départemental des recensements, sur insee.fr.
33. ↑  Des villages de Cassini aux communes d'aujourd'hui sur le site de l'École des hautes études en sciences sociales.
34. ↑  Fiches Insee - Populations de référence de la commune pour les années 2006, 2007, 2008, 2009, 2010, 2011, 2012, 2013, 2014, 2015, 2016, 2017, 2018, 2019, 2020, 2021 et 2022.
35. 1 2 3 4 5  INSEE, « Population selon le sexe et l'âge quinquennal de 1968 à 2012 (1990 à 2012 pour les DOM) », sur insee.fr, 15 octobre 2015 (consulté le 10 janvier 2016).
36. ↑  INSEE, « Populations légales 2006 des départements et des collectivités d'outre-mer », sur insee.fr, 1er janvier 2009 (consulté le 8 janvier 2016).
37. ↑  INSEE, « Populations légales 2009 des départements et des collectivités d'outre-mer », sur insee.fr, 1er janvier 2012 (consulté le 8 janvier 2016).
38. ↑  INSEE, « Populations légales 2013 des départements et des collectivités d'outre-mer », sur insee.fr, 1er janvier 2016 (consulté le 8 janvier 2016).
39. ↑  « Ordures ménagères »(Archive.org • Wikiwix • Archive.is • Google • Que faire ?), sur cc-canton-cazeres.fr.
40. ↑  « Déchetterie »(Archive.org • Wikiwix • Archive.is • Google • Que faire ?), sur cc-canton-cazeres.fr.
41. ↑  « Les régions agricoles (RA), petites régions agricoles(PRA) - Année de référence : 2017 », sur agreste.agriculture.gouv.fr (consulté le 12 février 2022).
42. ↑  Présentation des premiers résultats du recensement agricole 2020, Ministère de l’agriculture et de l’alimentation, 10 décembre 2021
43. ↑  « Fiche de recensement agricole - Exploitations ayant leur siège dans la commune de Plagne - Données générales », sur recensement-agricole.agriculture.gouv.fr (consulté le 12 février 2022).